# Onthophagus gemmatus
Onthophagus gemmatus là một loài bọ cánh cứng trong họ Bọ hung (Scarabaeidae).